# Col d'Arthur
Le col d'Arthur (en anglais : Arthur's Pass) est un col de montagne des Alpes du Sud dans l'île du Sud de la Nouvelle-Zélande. Avec une altitude de 920 m, il marque une partie de la frontière entre les régions de la côte ouest et de Canterbury. Situé à 140 km de Christchurch et 95 km de Greymouth, le col est à la jonction entre les vallées de la rivière Otira (affluent du fleuve Taramakau au nord) et de la rivière Bealey (au sud). Arthur's Pass se trouve à la frontière des districts de Selwyn et de Westland.
Une localité du même nom (Arthur's Pass) se trouve à environ 5 km au sud du col.